# Lancetes arauco
Lancetes arauco är en skalbaggsart som beskrevs av Franz Ewald Theodor Bachmann och Trémouilles 1981. Lancetes arauco ingår i släktet Lancetes och familjen dykare. Inga underarter finns listade i Catalogue of Life.